# Seznam argentinskih slikarjev
Seznam argentinskih slikarjev.

## A
- Carlos Alonso (1929 -)
- Martha Argerich

## B
- Daniel Barenboim
- Luis Benedit (1937 - 2011)
- Antonio Berni (1905 - 1981)
- Erminio Blotta
- Ivan Bukovec (1932 - 2021)

## C
- Ernesto de la Cárcova (1866 - 1937)
- Juan Carlos Castagnino (1908 - 1972)
- Eugenia Crenovich (1905 - 1990)

## D
- Juan Del Prete (1897 - 1987) (it.-arg.)
- Andrejka Dolinar Hrovat (1951 -)

## E
- Manuel Espinosa (1912 - 2006)
- Adolfo Pérez Esquivel

## F
- Fernando Fader
- Leonor Fini (argent.-franc.)
- Lucio Fontana (argent.-ital.)
- Raquel Forner (1902 - 1988)

## G
- Helios Gagliardi
- José Ignacio Garmendia
- Alfredo Guttero (1882 - 1932)

## H
- Sergej Hočevar (Sergio Sergi)

## I
- Enio Iommi (1926–2013)

## J
- Marcos Luis Jerman (arg.-slov. vitražist)

## L
- Thibon de Libian
- Cándido López (1840 - 1902)
- Raúl Lozza (1911 - 2008)

## M
- Tomás Maldonado (1922 - 2018)
- Martín Malharro
- Benito Quinquela Martín
- Florencio Molina Campos
- Carlos Morel (1813 - 1894)

## N
- Luis Felipe Noé (1933 -)

## P
- France Papež
- Amalia Pérez Molek
- Emilio Pettoruti (argent.-franc.)
- Prilidiano Pueyrredón

## R
- Bara Remec

## S
- Eduardo Schiaffino
- Antonio Segui
- Enrique Serrano
- Tina Serrano
- Eduardo Sívori (1847 - 1918)
- Xul Solar
- Raúl Soldi (1905 - 1994)
- Lino Enea Spilimbergo
- Juan Antonio Spotorno

## U
- García Uriburu (Nicolás García Uriburu)

## V
- Bruno Venier (po materi slov. rodu)